# Узинколь (Магжана Жумабаєва район)
Узинко́ль (каз. Ұзынкөл) — село у складі району Магжана Жумабаєва Північноказахстанської області Казахстану. Адміністративний центр Узункольського сільського округу.
До 2009 року село називалось Узунколь.
Населення — 475 осіб (2021; 625 у 2009, 774 у 1999, 1063 у 1989).
Національний склад станом на 1989 рік:
- росіяни — 40 %
- казахи — 22 %
- німці — 20 %.